# تصویربرداری راداری

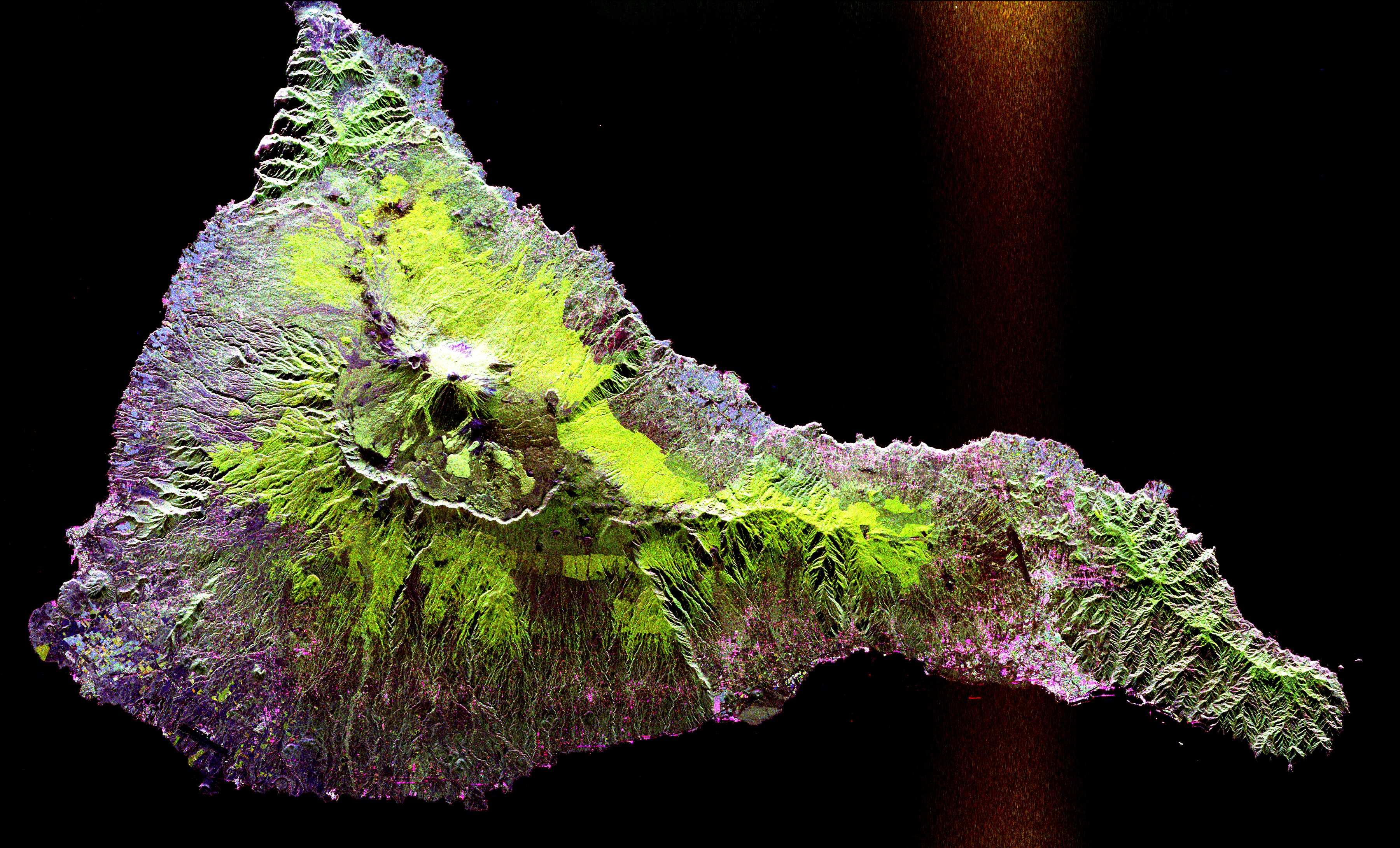
یک تصویر رادار دهانه ترکیبی که توسط رادار نصب شده بر روی فضاپیمای اندور از آتشفشان تید برداشت شده است.

تصویربرداری راداری (انگلیسی: Radar imaging) یکی از کاربردهای رادار است که از آن به منظور تهیه تصاویر دوبعدی به‌ویژه از چشم‌اندازهای سطح زمین استفاده می‌شود.
کاربرد سنتی رادار نمایش موقعیت و حرکت اجسامی مانند هواگرد یا کشتی‌ها از راه ارسال سیگنال موج رادیویی و سپس محاسبه جهت و زمان بازگشت سیگنال بازگشتی است. از سوی دیگر تصویربرداری راداری تلاش می‌کند تا با ثبت شدت سیگنال بازتاب‌شده و محاسبه میزان پراکندگی تصویری از یک سوژه (مانند یک چشم‌انداز) را تهیه نماید. سپس پراکندگی الکترومغناطیس ثبت‌شده بر روی سطحی دوبعدی ترسیم شده که در آن نقاط دارای بازتاب بیشتر معمولاً با رنگ روشن‌تر نشان داده می‌شود و بدین‌شکل تصویر ساخته می‌شود.